# Zominthos

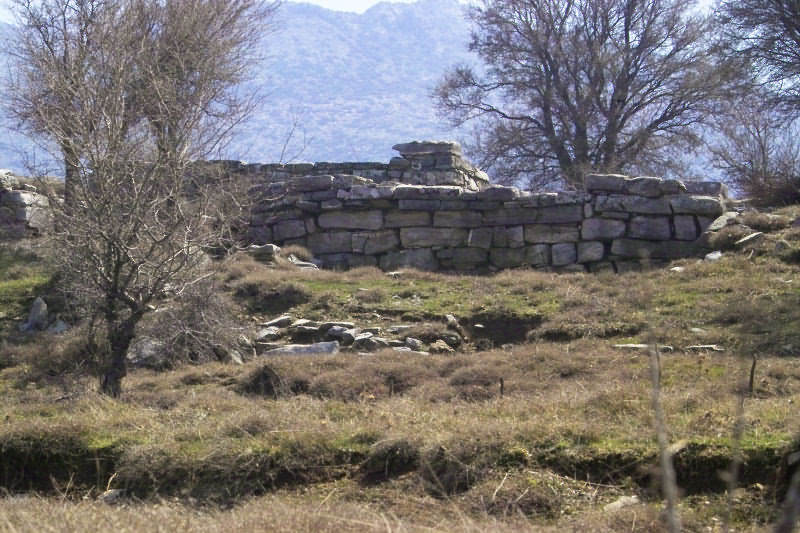
Erhaltene Mauern Zominthos’ von Nordwesten
(äußere Mauer der Keramik-Werkstätte)

Zominthos (griechisch Ζώμινθος) bezeichnet eine archäologische Ausgrabungsstätte im Zentrum der griechischen Insel Kreta. Sie befindet sich in der Gemeinde Anogia des Regionalbezirks Rethymno an der Nordostflanke des Psiloritis-Massivs oder Idagebirges. Die spätminoischen Überreste von Zominthos wurden 1982 entdeckt und werden mit Unterbrechungen seit 1986 ausgegraben.

## Lage
Der archäologische Fundplatz befindet sich in 1187 Metern Höhe auf der leicht bewaldeten Zominthos-Hochebene zwischen dem 4,5 Kilometer nördlich gelegenen Ort Anogia (Ανώγεια) und der Nida-Hochebene (Oροπέδιο Νίδας) 5,5 Kilometer im Südwesten. Die Straße, die Anogia und die Nida-Hochebene verbindet, führt etwa 80 Meter nordöstlich an der Ausgrabungsstätte von Zominthos vorbei. Diese liegt nahe der Quelle Agia Marina (Αγία Μαρίνα) und ist von einem Zaun umgeben. Im Altertum verlief über die wasserreiche Hochebene von Zominthos mit ihren ausgedehnten Weideflächen der Hauptweg von Knossos an der Nordküste Kretas zur Kulthöhle des kretischen Zeus, der Idäischen Grotte.

## Beschreibung
Der Name Zomi[n]thos ist vorgriechischen Ursprungs. Diese Benennung der Hochebene bei den einheimischen Schäfern veranlasste 1982 Jannis Sakellarakis, den damaligen Direktor des archäologischen Museums in Iraklio, zu Untersuchungen vor Ort, wobei er Ende August desselben Jahres den Fundort entdeckte. Eine erste kleine Grabung in einem begrenzten Bereich begann 1983. Von 1986 bis 1990 erfolgten größere Grabungskampagnen unter der Leitung des Entdeckers. Nach einer Unterbrechung wurden die Ausgrabungen ab 2005 fortgesetzt und dauern noch an. Seit dem Tod von Jannis Sakellarakis im Oktober 2010 leitet dessen Ehefrau Efi Sapouna-Sakellaraki die Grabungskampagnen.

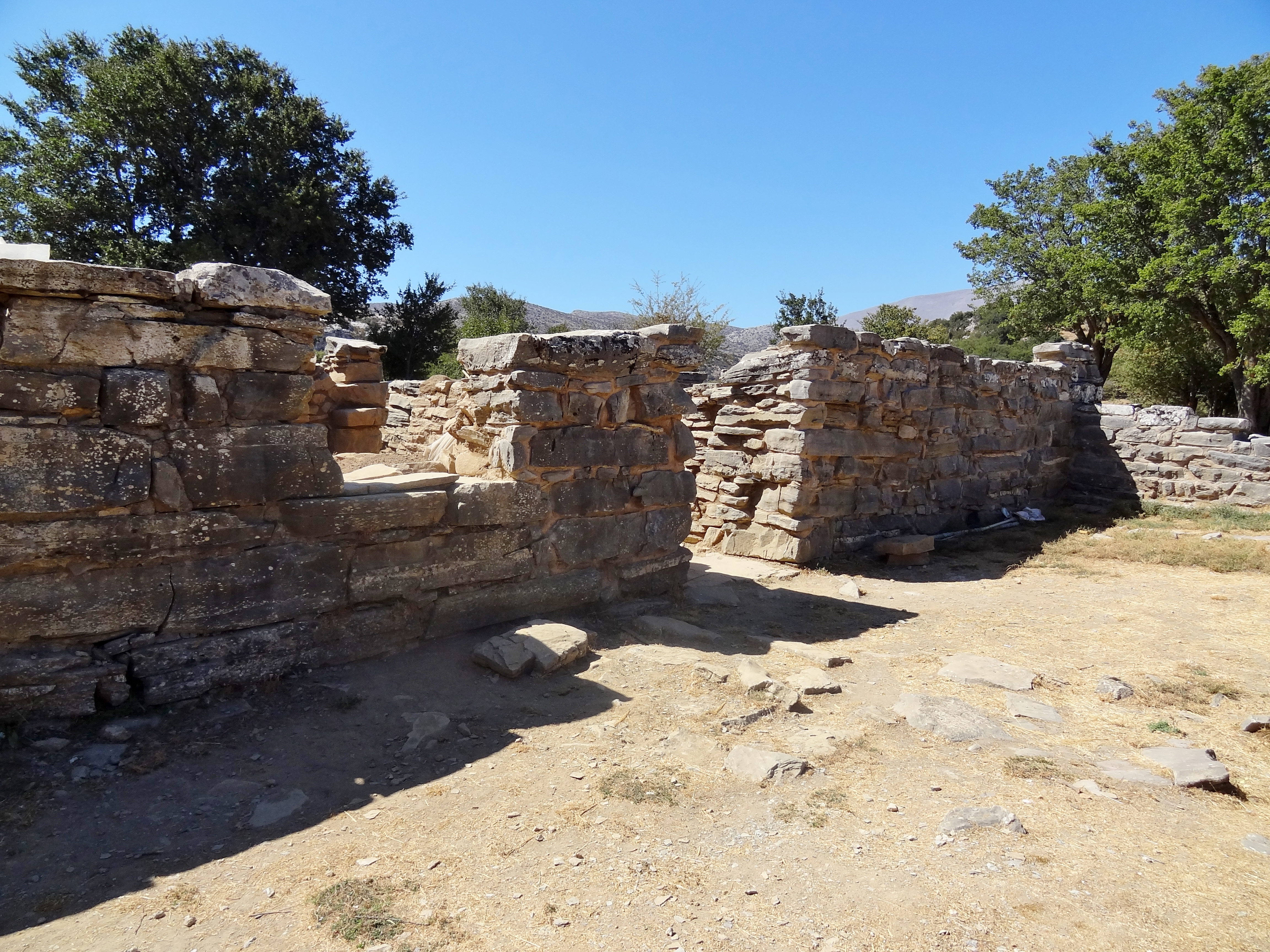
Nordseite des Zentralgebäudes

Nachdem in den 1980er Jahren nur wenige Räume der zentralen Anlage des Fundplatzes untersucht wurden, konnten nach 2005 unter der Schirmherrschaft der Archäologischen Gesellschaft zu Athen, von 2005 bis 2007 in Zusammenarbeit mit dem Institut für Klassische Archäologie der Universität Heidelberg, bisher über 55 Räume des Erdgeschosses des monumentalen Hauptgebäudes freigelegt werden. Das in Ost-West-Ausrichtung errichtete Gebäude nahm eine Fläche von etwa 1360 m² ein und hatte mindestens ein Obergeschoss mit einem Boden aus dünnen Schieferplatten, was eine Gesamtzahl von mehr als 100 Räumen für das Gebäude ergäbe. Das Bauwerk, konventionell als „Zentralgebäude“ von Zominthos bezeichnet, war damit kleiner, als die minoischen Paläste Kretas, jedoch größer als jede bekannte minoische Villa. Es war Teil einer Siedlung auf einer Fläche von mindestens 3000 m² (0,4 Hektar), einschließlich eines Friedhofs.

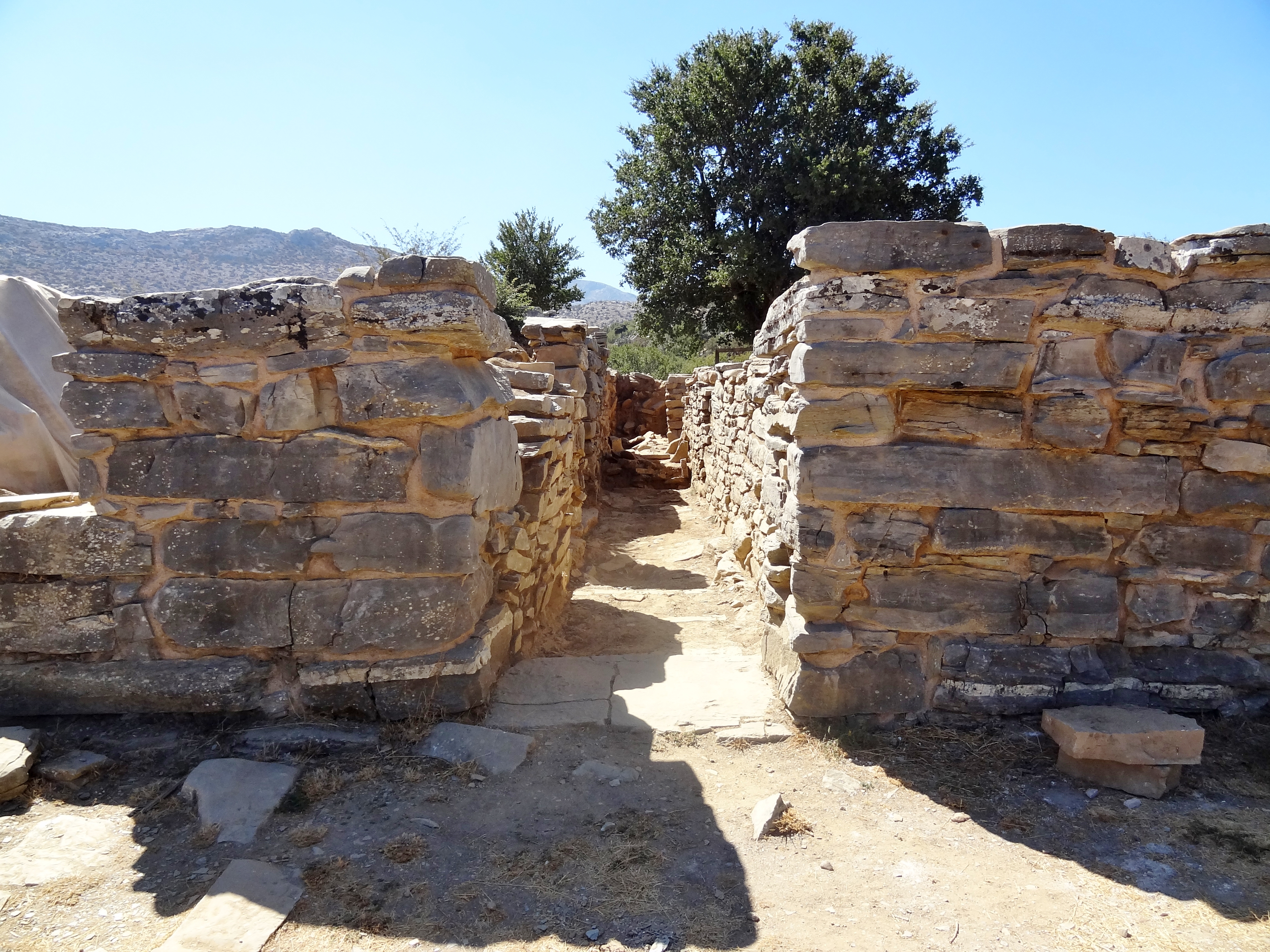
„Eingang“ mit Korridor

Das Zentralgebäude mit seiner asymmetrischen Fassade ist von Ost nach West 54 Meter lang und hat eine Breite von 37 Metern. Die erhaltenen massiven Mauern aus Gestein der Umgebung reichen bis auf eine Höhe von 3 Meter. In der 2,2 Meter hohen Fassade der nördlichen Außenmauer bestehen Aussparungen für eine Tür und zwei Fenster. Vom dortigen „Eingang“ führt ein 11,55 Meter langer und 1,35 Meter breiter Korridor nach Süden, der das Gebäude in zwei Flügel teilt. Die stark geneigten Mauern des Korridors weisen darauf hin, dass das Zentralgebäude durch ein Erdbeben zerstört wurde. Auch Spuren eines Brandes sind an den Mauern der Ruine erkennbar. Der Schutt des ehemaligen Obergeschosses lag im Inneren der Anlage bis zu 3 Meter hoch. Unter einem dünnen Oberflächenstratum befanden sich ungestörte Kulturschichten.
Zominthos scheint im 19. Jahrhundert v. Chr. besiedelt worden zu sein, eine größere Siedlung bestand seit dem Anfang des 17. Jahrhunderts v. Chr. Unter dem aus diesem Jahrhundert stammenden Zentralgebäude konnten Überreste mehrerer früherer Strukturen identifiziert werden. Die Datierung erfolgte anhand der Keramikfunde, die aus der Neupalastzeit der Phase Spätminoisch I A (SM I A) stammen. Das Gebäude wurde in derselben Keramikphase um 1600 v. Chr. zerstört. Die Angaben der Wissenschaftler beziehen sich dabei auf die „hohe Datierung“ der minoischen Kultur, die den Abschnitt SM I A für den Zeitraum von etwa 1700 bis 1580 v. Chr. ansetzt. An vielen der Innenwände des Zentralgebäudes fand sich feiner weißer Kalkputz, teilweise mit Farbresten, die auf Fresken hinweisen. In den Räumen wurden große Vorratsgefäße, Amphoren, zahlreiche kleinere Gefäße, verkohlte Holzteile sowie viele Gefäßfragmente und Tierknochen gefunden. Auch entdeckte man Wasserrohre, die möglicherweise zu einem Entwässerungssystem gehörten.

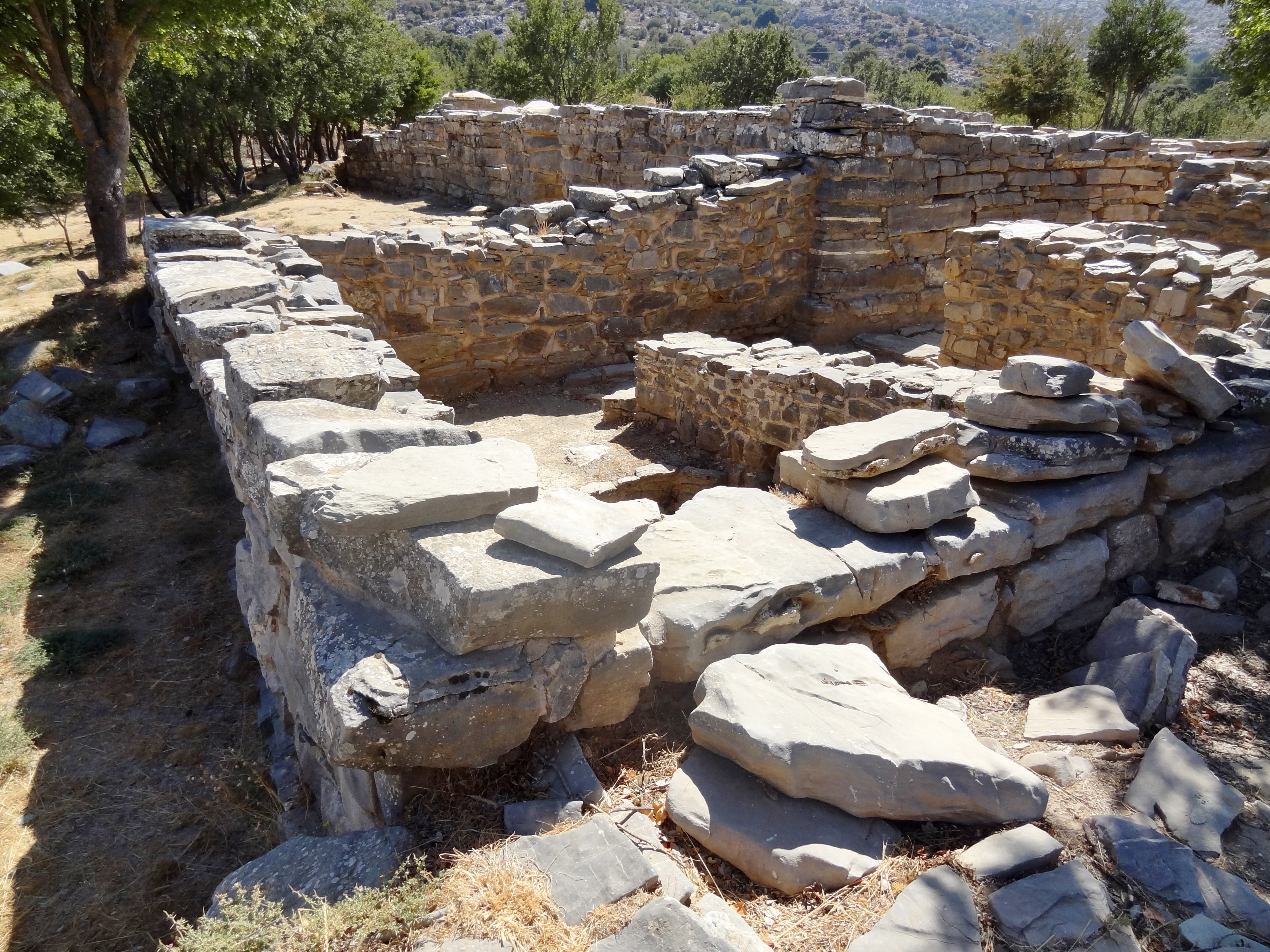
Keramikwerkstatt im Nordwesten

Der Nordwestflügel des Zentralgebäudes beherbergte eine Keramikwerkstatt mit einem runden Tonschlämmbecken, in dem der Ton vor der Verarbeitung gereinigt wurde. Hier grub man in situ über 150 vollständig erhaltene Tongefäße aus, die auf zwei schmalen Bänken an der Nord- und der Südwand des Werkstattraumes lagen. Die in eine reife Stufe von SM I A datierten Gefäße scheinen kurz vor der Zerstörung des Gebäudes frisch hergestellt worden zu sein. Dass das Zentralgebäude nicht wieder aufgebaut, sondern verlassen wurde, stellt einen Anhaltspunkt für eine die ganze minoische Kultur betreffende große Naturkatastrophe während der Phase SM I A dar. In den Karstfüllungen der Region finden sich erhebliche Mengen an Tephra, die in Anbetracht ihrer geochemischen und mineralischen Zusammensetzung dem Vulkanausbruch auf der Kykladeninsel Thera zuzuordnen sind, so dass von einem vulkanischen Ascheregen auch in den Gebirgsregionen Kretas auszugehen ist. Naturwissenschaftler datieren die minoische Eruption auf Thera in die Zeit von 1627 bis 1600 v. Chr.
Die Fundstätte von Zominthos liegt mit 1187 Metern ungewöhnlich hoch, über 400 Meter höher, als die heutige Siedlungsgrenze Kretas von 740 Metern bei Anogia. Selbst die minoischen Gipfelheiligtümer und Fluchtsiedlungen, wie Karphi, reichten nur bis auf eine Höhe von 1100 Meter. In den kalten und schneereichen Wintern auf der Zominthos-Hochebene herrschen teilweise bis Anfang April Minustemperaturen vor. Die aufwändige Bauweise und Größe des Zentralgebäudes von Zominthos, die Keramikwerkstatt sowie die das Gebäude umgebenden Siedlungsspuren sprechen für eine dauerhafte Ansiedlung. In minoischer Zeit könnte zwar ein milderes Klima geherrscht haben, dagegen spricht jedoch, dass bisher keine weiteren minoischen Großbauten der Art von Zominthos in entsprechenden Höhenlagen gefunden wurden.
Gut geeignet war und ist die Zominthos-Hochebene in den Sommermonaten für die Viehzucht. Moderate Hangneigungen, ausreichende Wasserversorgung und milde Sommer beeinflussen die gute Bodenbildung für eine extensive Beweidung. Wichtigste Erwerbsquelle der Region war schon in minoischer Zeit die Schafzucht, die noch heute in dieser Gegend von zentraler Bedeutung ist und damals vor allem für die Produktion von Wolle wichtig war. Zominthos gehörte zu einem Netz von etwa 50 Landgütern, die sich an wirtschaftlich oder strategisch wichtigen Stellen Kretas befanden. Sie waren sehr wahrscheinlich Teil eines zentralistischen administrativen Systems, mit dem einer oder mehrere Paläste die Wirtschaft der Insel kontrollierten und die Verkehrswege sicherten. Inwieweit für Zominthos die Lage am Weg zur Idäischen Grotte, der Holzabbau oder auch die Gewinnung von Schnee und Eis für die Versorgung des Tieflandes eine Rolle spielten, geht aus den bisherigen Ausgrabungen nicht hervor. Die Ausgrabungsergebnisse wurden in weiten Teilen durch den Entdecker und Grabungsleiter Jannis Sakellarakis, Diamantis Panagiotopoulos von der Universität Heidelberg sowie Efi Sapouna-Sakellaraki, der heutigen Grabungsleiterin, dokumentiert.

Ansichten der Ausgrabungsstätte
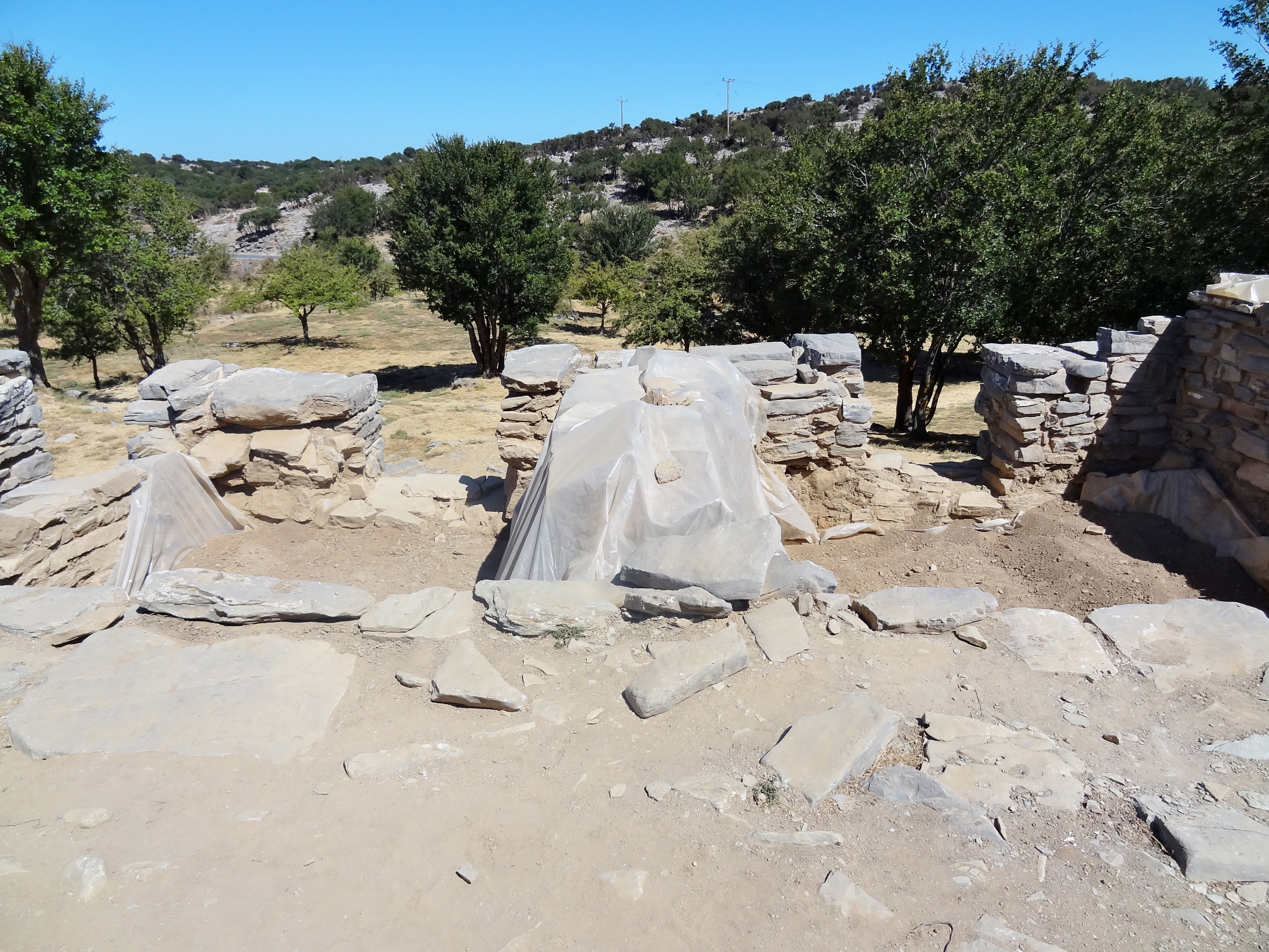
Innenseite der Nordwand
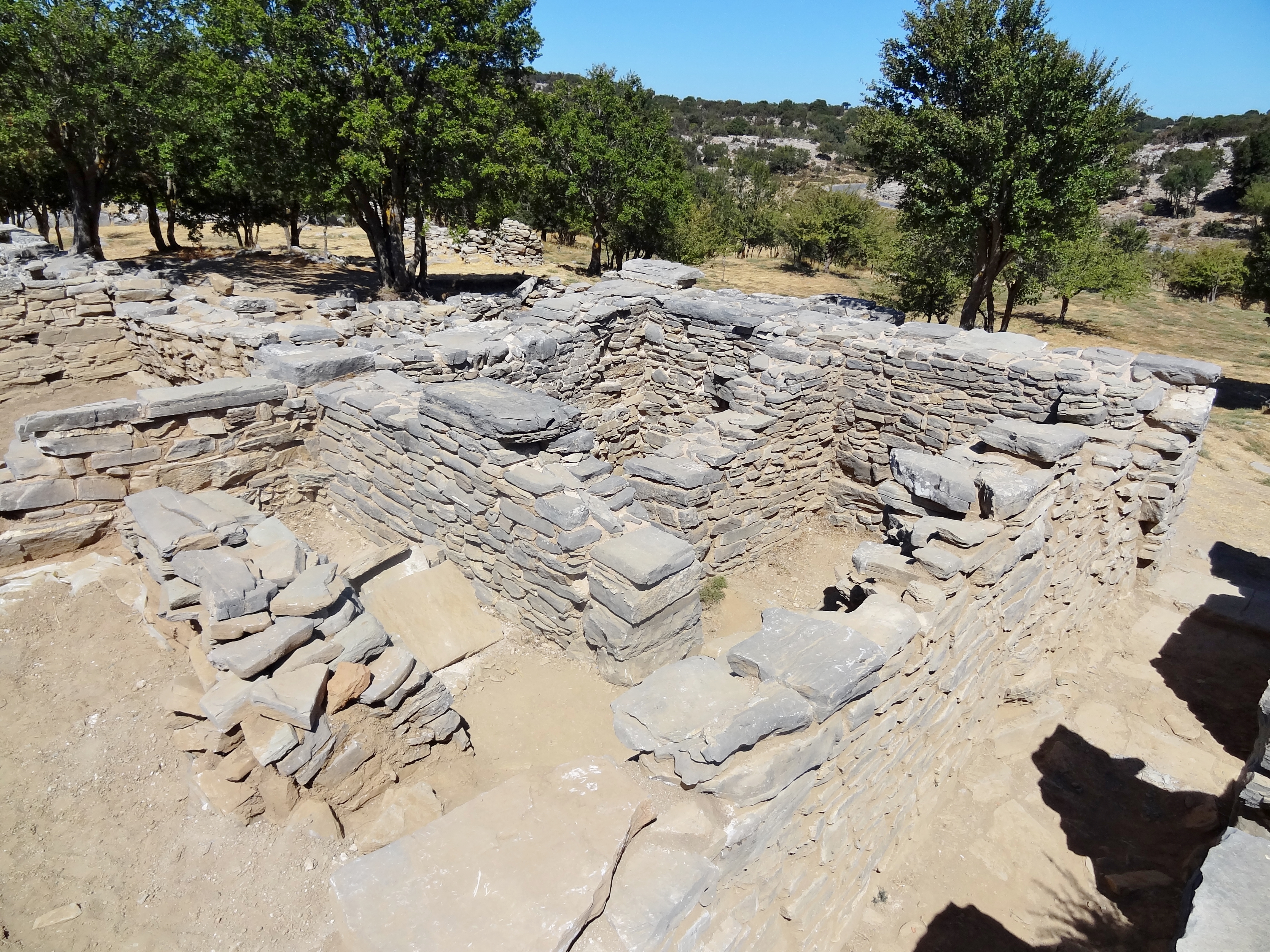
Westlich des Korridors
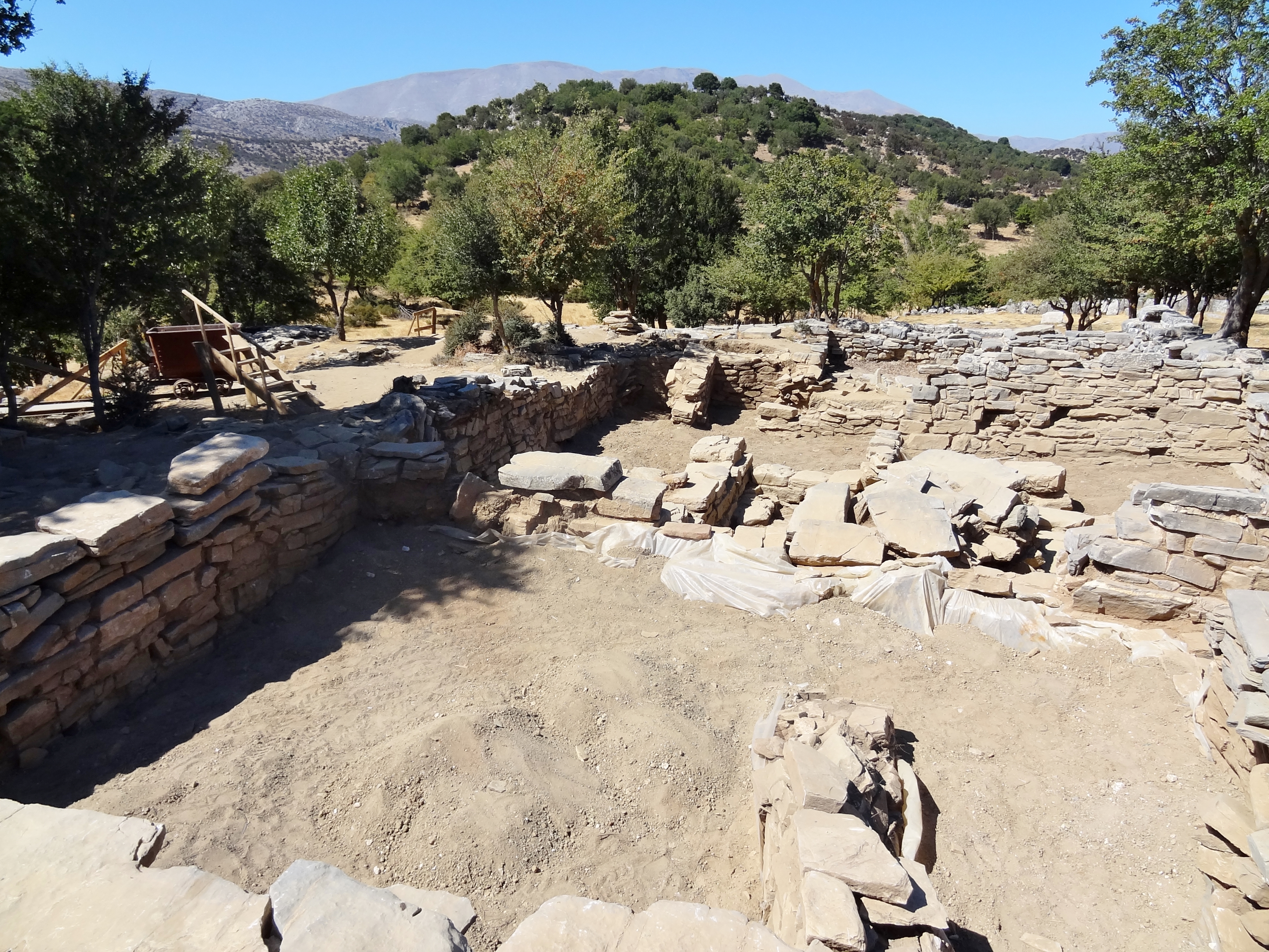
Räume im Westen
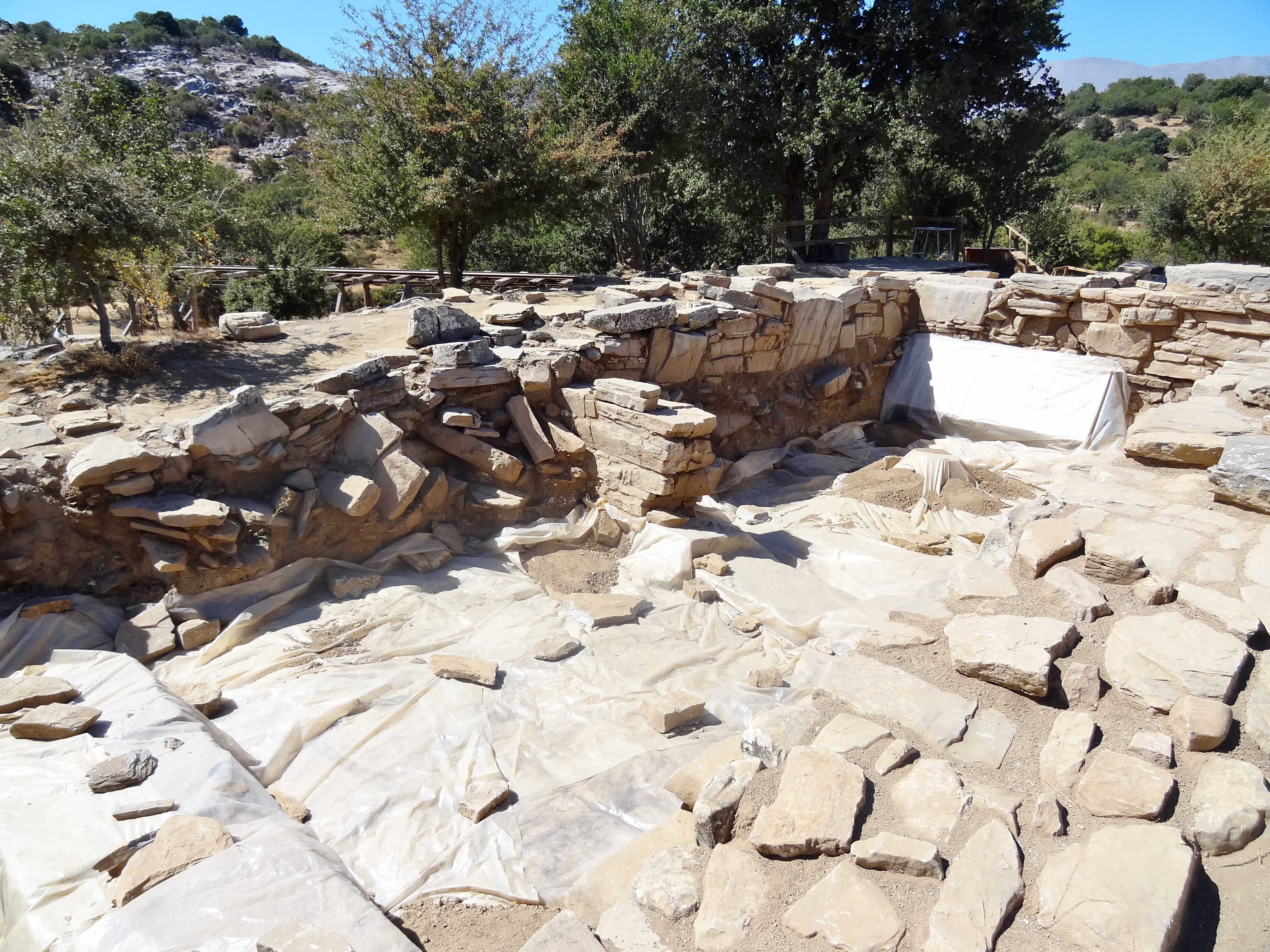
Raum im Südosten